# Leopold Potzinger
Leopold Potzinger (27. září 1870 Oberpurkla – 18. března 1933 Štýrský Hradec) byl rakouský římskokatolický kněz a křesťansko sociální politik, na počátku 20. století poslanec Říšské rady, v poválečném období poslanec rakouské Národní rady.

## Biografie
Vychodil národní školu a gymnázium. Vystudoval pak teologii. Působil jako kaplan v Judenburgu, Rottenmannu, Mitterndorfu a Sankt Lorenzen. Od roku 1909 byl farářem v Abstallu. Angažoval se v Křesťansko sociální straně Rakouska.
Na počátku 20. století se zapojil i do celostátní politiky. Ve volbách do Říšské rady roku 1911 získal mandát v Říšské radě (celostátní zákonodárný sbor) za obvod Štýrsko 20. Usedl do poslanecké frakce Křesťansko-sociální klub německých poslanců. Ve vídeňském parlamentu setrval až do zániku monarchie.Profesně byl k roku 1911 uváděn jako farář.
Po válce zasedal v letech 1918–1919 jako poslanec Provizorního národního shromáždění Německého Rakouska (Provisorische Nationalversammlung).